# استلزام
استلزام (به انگلیسی: entailment) یا نَتیجه منطقی (به انگلیسی: Logical consequence) یا پیامد منطقی مفهومی در علم منطق است.
این مفهوم رابطه‌ای را که میان مجموعهٔ گزاره‌ها و یک گزاره وجود دارد شامل می‌شود، هنگامی که دومی (یعنی همان یک گزاره) از سازنده پیروی کند.
برای نمونه: «رکسانا قلب دارد» یک نتیجه منطقی است که از «همهٔ انسان‌ها قلب دارند» و «رکسانا یک انسان است» ساخته شده است.